# ألبرت بارنز (عالم عقيدة)
ألبرت بارنز (بالإنجليزية: Albert Barnes)‏ هو عالم عقيدة أمريكي، ولد في 1 ديسمبر 1798، وتوفي في 24 ديسمبر 1870.

## وصلات خارجية
- ألبرت بارنز على موقع الموسوعة البريطانية (الإنجليزية)